# François Beyrouti
François Elias Beyrouti (ur. 3 lipca 1971 w Hadath, Liban) – amerykański duchowny melchicki, eparcha Newton od 2022. 

## Życiorys
Urodził się 3 lipca 1971 roku w Hadath w Libanie. Po emigracji z rodziną do Kanady, w Vancouver w Kolumbii Brytyjskiej, uczęszczał do katolickiego liceum św. Tomasza z Akwinu. Od 1989 do 1993 studiował w Misyjnym Seminarium Chrystusa Króla (Kolumbia Brytyjska). Studiował na Uniwersytecie Świętego Pawła w Ottawie (Ontario).
Święcenia kapłańskie przyjął 4 października 1998. Następnie był wikariuszem parafii św. Piotra i Pawła w Ottawie, członkiem Kolegium Konsultorów i odpowiedzialnym za duszpasterstwo młodzieży. W grudniu 2011 został inkardynowany w grecko-melkickiej eparchii Newton, gdzie został wybrany członkiem Rady Prezbiteralnej i mianowany proboszczem kościoła Świętego Krzyża Melkite w Placentia w Kalifornii.
20 sierpnia 2022 papież Franciszek mianował go eparchą Newton. Sakry udzielił mu 12 października 2022 melchicki patriarcha Antiochii – arcybiskup Youssef Absi.